# Carl Jesper Benzelius
Carl Jesper Benzelius, född 16 januari 1714 i Uppsala, död 2 januari 1793 i Strängnäs, var en svensk teolog och biskop i Strängnäs stift 1776–1793. Han var son till ärkebiskopen Erik Benzelius d.y. och bror till Greta Benzelia.
Benzelius uppfostrades en tid hos sin morfar, biskop Jesper Svedberg, handleddes därefter i Lund av sin farbror Henrik Benzelius och blev där 1738 promoverad till filosofie magister, varefter han ett par år vistades i England, Frankrike och Holland. År 1741 blev han extra ordinarie och 1742 ordinarie hovpredikant. Åren 1743–44 gjorde han en ny utrikes resa och uppehöll sig i synnerhet i Helmstedt, där han disputerade under den berömde Johann Lorenz von Mosheim samt promoverades till teologie doktor. I Berlin bevistade han förmälningsakten mellan Adolf Fredrik och Lovisa Ulrika och blev antagen till Lovisa Ulrikas lärare i svenska språket. År 1750 kallades han till Lund såsom teologie professor.
Benzelius var stilla, saktmodig och saknade de äldre Benzeliernas stora gåvor. Han skildras såsom mer ägnad att verka som lärd professor och vinna tillgivenhet som husfader och vän än att uppträda såsom styresman för ett stift. Detta blev likväl hans lott, då han 1776 utnämndes till biskop i Strängnäs. Året därefter kallades han med stor pluralitet till biskop i Lund, och fastän han själv velat stanna i Lund, måste han efter Gustav III:s önskan vika för Olof Celsius d.y. Han var riksdagsman 1778 och 1786. 